# Libramont-Chevigny
Libramont-Chevigny (in vallone Libråmont) è un comune belga di 9 981 abitanti, situato nella provincia vallona del Lussemburgo.